# 楠木繁夫
楠木 繁夫（くすのき しげお、1904年1月20日 - 1956年12月14日）は、昭和期の流行歌の歌手。本名は黒田 進。

## 経歴
1904年（明治37年）、高知県佐川に、父は医師である名門の四男として生まれた。音楽好きの母親の影響で、県立中学時代に音楽家を志し、後継を希望した父の反対を押し切って上京。1924年（大正13年）、東京音楽学校（現：東京芸術大学）師範科に入学。本科の声楽部に進み、「城ヶ島の雨」の作曲家・梁田貞に師事した。学生時代は、同級の高木東六（作曲家、代表作：「空の神兵」「水色のワルツ」）らと行動を共にしていたが、1928年（昭和3年）、学生運動で校則などに抗議したメンバーに入っていたため、高木らとともに除籍処分となった。
退学となった楠木は、1929年（昭和4年）、本名の黒田進で、名古屋にあったツルレコードに「五月音頭」を吹き込みレコード歌手としての活動を始める。彼のツルレコード時代は『ツルレコード昭和流行歌物語』（菊池清麿・著／人間社／樹林舎）詳細に記されている。同社の専属歌手とならず、コロムビアでの「紅蝙蝠」「カフェー小唄」など、30以上のレーベルで、秋田登、藤村一郎など、50を超える相当数の変名を使いこなして各社でレコーディングしていたが、1934年（昭和9年）に、作曲家・古賀政男を重役として迎えて間もないテイチクの専属になる。この時に、自らの名前が似ていることから、楠木正成（戦前は大楠公と呼ばれた）に傾倒していた当時のテイチク社長・南口重太郎によって、楠木繁夫という芸名が付けられるのであった。1935年（昭和10年）には、古賀政男とのコンビで、「白い椿の唄」「ハイキングの唄」「男のまごころ」「緑の地平線」と大ヒットが続き、一躍大ヒット歌手となる。その後も、「女の階級」「のばせばのびる」「啄木の歌」「人生劇場」とヒットを続けるが、昭和13年、古賀政男がテイチク上層部との対立から退社すると、楠木もビクターに移籍。「馬と兵隊」「東京ラグタイム」など、曲には恵まれたが、ヒットに結びつく作品は少なかった。
1939年（昭和14年）頃からは、スクリーンにも活躍の場を広げ、特に日活作品に数多く出演。マキノ正博の監督による「弥次喜多道中記」ではディック・ミネとコンビで弥次喜多を演じ、大映映画「歌う狸御殿」では、狸の国の総理大臣を演じた。テイチク時代に、同じ会社のヒット歌手・美ち奴との浮名を流し、周囲からは二人は結婚するものと噂が高かったが、1942年（昭和17年）に、再び古賀政男の誘いでコロムビアに移籍した後に撮影した「歌う狸御殿」で共演した歌手・三原純子と、翌年の年末に結婚。戦時中ながら、おしどり夫婦の歌手として、工場慰問などに活躍した。
第二次世界大戦後、自らの作曲作品「思い出の喫茶店」などをレコーディングする一方で、夫婦揃って出演した大映映画「春爛漫狸御殿」をはじめ、「蛇姫道中」「江の島エレジー」などスクリーンにも活躍するが、折から流行していたヒロポンと呼ばれる覚せい剤の影響で、往年の光彩を失っていった。1949年（昭和24年）、古巣のテイチクに移籍し、「紅燃ゆる地平線」「ハルピン恋し」などのヒットを出し、NHK紅白歌合戦にも出演している。純子との夫婦揃ってのステージや巡業に活躍していたが、かねてからのヒロポン中毒のため、1953年（昭和28年）の「湯の香恋しや」を最後にレコーディングから遠ざかった。さらに、脳溢血のため、音程が狂うという歌手にとっての致命的なダメージと、愛妻・純子の肺結核の悪化が重なり、1956年（昭和31年）の春に夫婦揃ってのステージを名古屋で務めた後、二人は二度と生きて会うことはなかった。将来を悲観した楠木は、宝くじの当選で新築したばかりという東京・新大久保の自宅で、1956年（昭和31年）12月14日、女中を映画見物に出かけさせた後、ひとり物置小屋で首を吊って自殺。52歳没。高木東六、松平晃ら生前に親しかった友人たちは「緑の地平線」を合唱して、楠木の棺を見送った。故郷・飛騨高山で転地療養していた妻の純子も、後を追うように1959年（昭和34年）に38歳で死去している。

## 代表曲

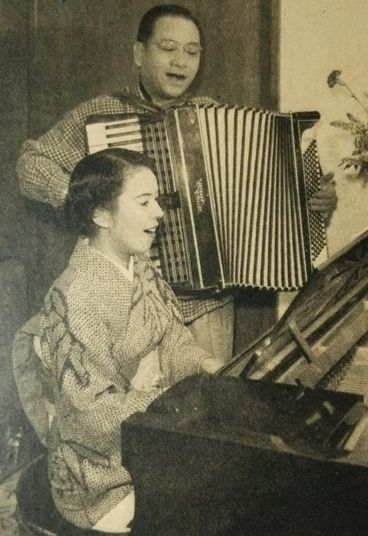
妻・三原純子とともに（死の前年、1955年）

| 曲名               | 発売年                  | 作詞             | 作曲       | レーベル   | 備考                                                  |
| ------------------ | ----------------------- | ---------------- | ---------- | ---------- | ----------------------------------------------------- |
| 白い椿の唄         | 1935年1月 （昭和10年）  | 佐藤惣之助       | 古賀政男   | テイチク   | 映画『貞操問答』主題歌 初の大ヒット                   |
| ハイキングの唄     | 1935年5月 （昭和10年）  | 島田芳文         | 古賀政男   | テイチク   |                                                       |
| 男のまごころ       | 1935年9月 （昭和10年）  | 佐藤惣之助       | 古賀政男   | テイチク   | 映画『男のまごころ』主題歌                            |
| 緑の地平線         | 1935年10月 （昭和10年） | 佐藤惣之助       | 古賀政男   | テイチク   | 映画『緑の地平線』主題歌 楠木最大のヒット曲           |
| 啄木の唄           | 1936年 （昭和11年）     | 島田磬也         | 古賀政男   | テイチク   | 映画『情熱の詩人啄木』主題歌                          |
| 慈悲心鳥           | 1936年7月 （昭和11年）  | 佐藤惣之助       | 古賀政男   | テイチク   | 映画『慈悲心鳥』主題歌 副タイトルは『愛の勝利』       |
| 女の階級           | 1936年10月 （昭和11年） | 村瀬まゆみ       | 古賀政男   | テイチク   | 映画『女の階級』主題歌 村瀬まゆみは、島田磬也の変名   |
| 国境を越えて       | 1937年 （昭和12年）     | 佐藤惣之助       | 古賀政男   | テイチク   |                                                       |
| のばせばのびる     | 1937年 （昭和12年）     | 江川真夫         | 古賀政男   | テイチク   | コミック・ソング                                      |
| 真実一路の唄       | 1937年7月 （昭和12年）  | 佐藤惣之助       | 古賀政男   | テイチク   | 映画『真実一路』主題歌                                |
| 動員令             | 1937年8月 （昭和12年）  | 島田磬也         | 古賀政男   | テイチク   | 美ち奴の『軍国の母』のB面                             |
| 人生劇場           | 1938年6月 （昭和13年）  | 佐藤惣之助       | 古賀政男   | テイチク   | 映画『人生劇場・残侠篇』主題歌                        |
| 愛馬とともに       | 1941年3月 (昭和16年)    | 佐伯孝夫         | 佐々木俊一 | コロンビア |                                                       |
| 落城のたそがれ     | 1942年6月 （昭和17年）  | 佐藤惣之助       | 明本京静   | コロムビア | 『戦友の遺骨を抱いて』 （歌唱：酒井弘）のカップリング |
| どうぢゃね元気かね | 1942年11月 （昭和17年） | サトウ・ハチロー | 古賀政男   | コロムビア | 映画『歌う狸御殿』挿入歌                              |
| 轟沈               | 1944年4月 （昭和19年）  | 米山忠雄         | 江口夜詩   | コロムビア | 映画『轟沈』主題歌                                    |
| 突撃喇叭鳴り渡る   | 1944年6月 （昭和19年）  | 勝承夫           | 古関裕而   | コロムビア | 共唱：三原純子、近江俊郎 国民合唱で放送               |
| いさおを胸に       | 1944年8月 （昭和19年）  | 野村俊夫         | 弘田龍太郎 | コロムビア | 共唱：松原操                                          |
| トンコ節           | 1949年1月 （昭和24年）  | 西條八十         | 古賀政男   | コロムビア | 共唱：久保幸江                                        |
| 紅燃ゆる地平線     | 1950年2月 （昭和25年）  | 島田磬也         | 長津義司   | テイチク   |                                                       |

## 55種の変名
楠木繁夫は、確認されているだけで55種の変名を持っていたことが知られている。楠木繁夫名義のレコードが約250枚に対し、変名名義のレコードは800枚近く出された。
楠木の変名として挙げられる中でも、小川文夫と松平操は松平晃も使用しており、松平操は楠木・松平以外の歌手も使用した形跡があるという。
なお昭和初期の日本では一人の歌手が複数の変名を持つことは珍しくなく、たとえば松平晃は12種の変名を持っていた。理由として、歌手の需要に供給が追いつかなかったためという推測がある。

## NHK紅白歌合戦出場歴
| 年度/放送回              | 曲目           | 対戦相手 |
| ------------------------ | -------------- | -------- |
| 1951年（昭和26年）/第1回 | 紅燃ゆる地平線 | 松島詩子 |